# Miguel Bargalló
Miguel Bargalló Ardevol (San Sadurní de Noya, Barcelona; 4 de agosto de 1892 - Tijuana, Baja California, México; 26 de septiembre de 1975) fue un maestro, pedagogo y político español. Era hermano del también pedagogo Modesto Bargalló.

## Biografía

### Educación
Estudió magisterio, la profesión de su padre, en Huesca y Madrid y durante el curso 1911-1912 estuvo becado por la Junta para la Ampliación de Estudios en la Escuela Normal de Montpellier (Francia). Por Real Orden del 25 de junio de 1915 fue destinado a Guadalajara como profesor numerario de Historia en la Escuela Normal de Maestros de Guadalajara.

### Política
En 1918 ingresó en el Sindicato de Oficios Varios de la UGT y al año siguiente se afilió a la Agrupación Socialista de Guadalajara, que presidió entre 1927 y 1931. Asistió como delegado al XII Congreso del PSOE, siendo ponente en la Comisión de Enseñanza, y al Extraordinario de 1931, donde formó parte de la Comisión que sentó las bases del programa constitucional del partido.
Miguel Bargalló fue concejal del Ayuntamiento de Guadalajara entre 1924 y 1928 y volvió a ser elegido en las elecciones del 12 de abril de 1931 dieron lugar a la II República Española. Ese mismo mes fue nombrado vicepresidente de la Comisión Gestora que se hizo cargo de la Diputación Provincial de Guadalajara, y que tenía a Enrique Riaza como Presidente. En junio fue elegido diputado para las Cortes Constituyentes por la circunscripción de Guadalajara sustituyendo a Eduardo ortega y Gasset.
En el Congreso destacó en los debates sobre asuntos pedagógicos. No en vano en noviembre de 1931 había sido nombrado Director de la Escuela Normal de Guadalajara. Su activismo político nunca le apartó de su vocación pedagógica, formando parte de la redacción de la Revista de Escuelas Normales, que dirigía su hermano Modesto, desde 1922 hasta 1928. Ese mismo año asistió al congreso que celebró en Gotemburgo la Sennacieca Asocio Tutmonda-Asociación Esperantista de Trabajadores (SAT), una organización fundada en Praga en 1921 de carácter internacionalista e izquierdista.
Además, fue uno de los promotores de la Logia Arriaco de Guadalajara, la única logia masónica documentada en la provincia durante todo el siglo XX. Miguel Bargalló se inició formalmente en la masonería el 8 de abril de 1925 en la Logia Triunfo de Madrid, integrando con Miguel Benavides Shelly y Marcelino Martín González del Arco el triángulo masónico arriacense, que levantó la Logia Arriaco en 1927.
Al comenzar la guerra civil española continuó residiendo en Guadalajara y siguió al frente de la Escuela Normal alcarreña hasta que cesó de su cargo, a petición propia, el 17 de septiembre de 1936. Pero siguió viviendo en la zona centro, pues en abril de 1937 figura como vocal del Tribunal de oposición para el ingreso en la Escuela Normal 2.ª de Madrid. Finalmente, el 15 de junio de 1937 se le concedió el traslado, en comisión de servicios, a la Escuela Normal de la Generalidad de Cataluña, de la que fue nombrado director el 5 de diciembre de 1938, cuando las tropas franquistas ya amenazaban a la capital catalana.
Acabada la Guerra Civil, Miguel Bargalló se vio obligado a exiliarse, acusado de "masón y gran propagandista, inspirador e inductor de los asesinatos cometidos en Guadalajara" durante los primeros meses de la Guerra Civil. Desde Francia, embarcó en el Sinaia que, junto con su hermano Modesto y su familia, le llevó a México, donde continuó desarrollando una importante tarea cultural y pedagógica.
Miguel Bargalló marchó al Estado de Baja California con otros alcarreños, como su sobrina María Luisa Bargalló, profesora de química, y el también alcarreño Aurelio Magro, que había sido inspector de Hacienda y que en tierras americanas creó una Academia de Cultura en donde se impartían estudios mercantiles, cálculo y contabilidad. Con Laureano Sánchez Gallego abrió el Centro Escolar de Agua Caliente donde por primera vez en Baja California se impartieron clases de las diversas materias correspondientes a la enseñanza de las humanidades en los niveles medio y medio superior. Además, fue fundador y profesor del Instituto Tecnológico Industrial de Tijuana.